# Meinrad Schütter
Meinrad Schütter (* 21. September 1910 in Chur; † 12. Januar 2006 in Küsnacht) war ein Schweizer Komponist.

## Leben
Meinrad Schütter wurde von der deutschen, rätoromanischen und italienischen Kultur seines Heimatkantons Graubünden geprägt. Er entstammte einem musikliebenden Elternhaus. Die Mutter sang und verfügte über ein ansehnliches Liedrepertoire, wozu bereits Werke von Othmar Schoeck gehörten, dessen Musik erster grosser musikalischer Eindruck des Kindes wurde. Einflussreiche Klangerlebnisse in jungen Jahren waren insbesondere die expressive Musik Arthur Honeggers und Igor Strawinskys.
Neben Klavier- und Orgelunterricht erhielt Schütter bereits als Schüler Theoriestunden bei Antoine Cherbuliez. Nach dem Musikstudium am Konservatorium Zürich folgten Reisen im In- und Ausland als konzertierender Begleiter, ein kleines Rom-Stipendium im Jahre 1939 sowie weiterführende Studien während des Krieges als Fernunterricht bei Willy Burkhard und von 1950 bis 1954 bei Paul Hindemith an der Universität Zürich. Eine vieljährige Tätigkeit am Opernhaus Zürich als Ballettkorrepetitor und Beleuchtungsdirigent wurde Brotberuf neben der kompositorischen Arbeit. Von 1976 an lebte der Komponist freischaffend in Küsnacht bei Zürich.
Meinrad Schütter war weitgehend Autodidakt. Seine Musik ist gekennzeichnet durch Transparenz und konzentrierte Dichte; Anliegen ist die Klangfarbe, das Aushören eines Akkords. Noch unter dem Einfluss von Expressionismus und Neuer Sachlichkeit der 1930er Jahre entwickelte Schütter früh den persönlichen Stil einer fragmentarischen Kompositionsweise in sich geschlossener kurzer Abläufe unter Einbezug von Zitat und Collage. Prägnante Rhythmik, Expressivität, ein tänzerischer Impetus sowie die Neigung des Komponisten zu Humor und Ironie führen zu besonderer Eigenwilligkeit der Tonsprache. Schütter arbeitete freitonal, dabei sich immer wieder beziehend auf Reihen verschiedenster Herkunft und Anwendungsform.
Das Gesamtschaffen umfasst ein umfangreiches Instrumental- und Vokalwerk: Chöre, zwei Messen, die Oper Medea, Ballettmusiken, Orchesterkompositionen (darunter eine Sinfonie), instrumental begleitete Gesänge, 60 Klavierlieder, Klavier- und Kammermusik, sowie ein Klavierkonzert. In den Liedkompositionen lässt sich eine breite stilistische Entwicklung erkennen. Sie stehen in der Tradition Hindemiths und Schoecks, aber auch der Neuen Wiener Schule. Im vokalen kirchenmusikalischen Bereich erstreckt sich die Spannweite von gregorianisch liturgischer Melodik bis zu freitonaler Polyphonie.
In jungen Jahren als extremer Moderner geltend (A. Cherbuliez, 1938), ging Meinrad Schütter jedoch nicht den Weg des Revolutionärs, sondern vollzog eine Entwicklung in langsamen Prozessen. In seinem Spätwerk erreichte der Komponist eine neue Leichtigkeit und Intensität von Farbe, Ausdruck und Bewegung.

## Werke (Auswahl)
- Serenade für Singstimme und Streichtrio, 1934/70
- Sonatine für Klavier, 1939/55
- 1. Suite für Klarinette und Klavier, 1939/55
- Dr Joggeli sött go Birli schüttle: Kammerballett für 8 Tänzer, 2 Klavier und Schlagzeug; nach einer Bilderfolge von Lisa Wenger
- Medea, Oper in 3 Akten, (1. Fassung) 1941–1952: frei nach Dichtungen von Franz Grillparzer, Euripides, Apollonius Rhodius und Jean Anouilh
- Medea (2. Fassung) konzertante und gekürzte Fassung, 2005: für Klavier, 4 Solisten und Sprecher; Bearbeitung: Ute Stoecklin und Peter Niklaus Steiner
- Grosse Messe für Chor Soli und Orgel, 1950/70
- Suite für kleines Orchester, 1955
- Fünf Varianten und Metamorphose für Kammerorchester, 1939/60 (1. Fassung 1939, 2. Fassung 1949)
- Duo concertante „Quasi una Fantasia“ für Violine, Viola und Orchester, 1966
- Sinfonie in einem Satz für Orchester, 1939/70/99
- Fünf Persische Lieder und Tänze für Klavier, 1981
- Variationen über einen Rhythmus für Klavier, 1982
- 2. Suite für Klarinette und Klavier, 1984; nach einer Bühnenmusik
- Klavierkonzert, 1986
- Bap Nos (Vater unser) für gemischten Chor, 1992
- Trio für 3 Klarinetten (Bassetthorn), 1992
- Chanzuns da la not – Lieder der Nacht, 1994: drei romanische Lieder nach Gedichten von Andri Peer für Gesang (Rezitation) und Klavier
- Ausgewählte Lieder, Hefte 1–5; für mittlere und hohe Stimme und Klavier
- Trio in einem Satz für Violine, Violoncello und Klavier, 1996
- Zwei Gesänge nach Texten von Nelly Sachs, 1997: Der Steinsammler für Alt (Mezzosopran), Flöte und Klavier und Schmetterling für Mezzosopran und Klavier
- Quartett für Oboe, Trompete, Fagott und Cello, 2005

## Aufnahmen
- In der Reihe «Schweizer Musikerbe»: Meinrad Schütter – Lieder, 1931–1996, CD Uranos, 1996/97
- Meinrad Schütter: Kammermusik – Instrumental begleitete Gesänge 1939–1998, CD Swiss pan/Swiss contemporary music 510316 – eine Koproduktion mit dem Radio DRS II, 2000
- Schütter – Schäuble mit: Klavierkonzert, Pastorale II für Klarinette und Orchester; Musikszene Schweiz MGB CD 6162, 2000
- “Hesperos” 20th Century Songs – Switzerland. Schoeck – Schütter – Scartazzini mit: 7 Ausgewählten Liedern von Meinrad Schütter, CD Guild GMCD 7254
- Duo en treis – Duo zu dritt, mit Liedern von Meinrad Schütter, Othmar Schoeck, Jean Sibelius u. Edvard Grieg, CD SwissPan SP 51723 Co-Produktion mit Radio Rumantsch, Chur, 2006
- Swiss String Quartets: Schaeuble – Schütter – Schmid, CD Guild GMCD 7303, 2006
- Bap Nos. In Memoriam Meinrad Schütter – Werke von Meinrad Schütter [Bap Nos, Grosse Messe], Christian Henking und Leoš Janáček, CD Guild GMCD 7349, 2010